# 鈴木喜三郎
铃木喜三郎（日语：／ Suzuki Kisaburō，1867年11月6日—1940年6月24日），是日本司法官僚、政治家。他是立宪政友会的第7任总裁，曾在田中内阁担任内务大臣。1931年12月，犬养内阁成立后，他作为政友会众议员而出任司法大臣。